# Ropica Górna

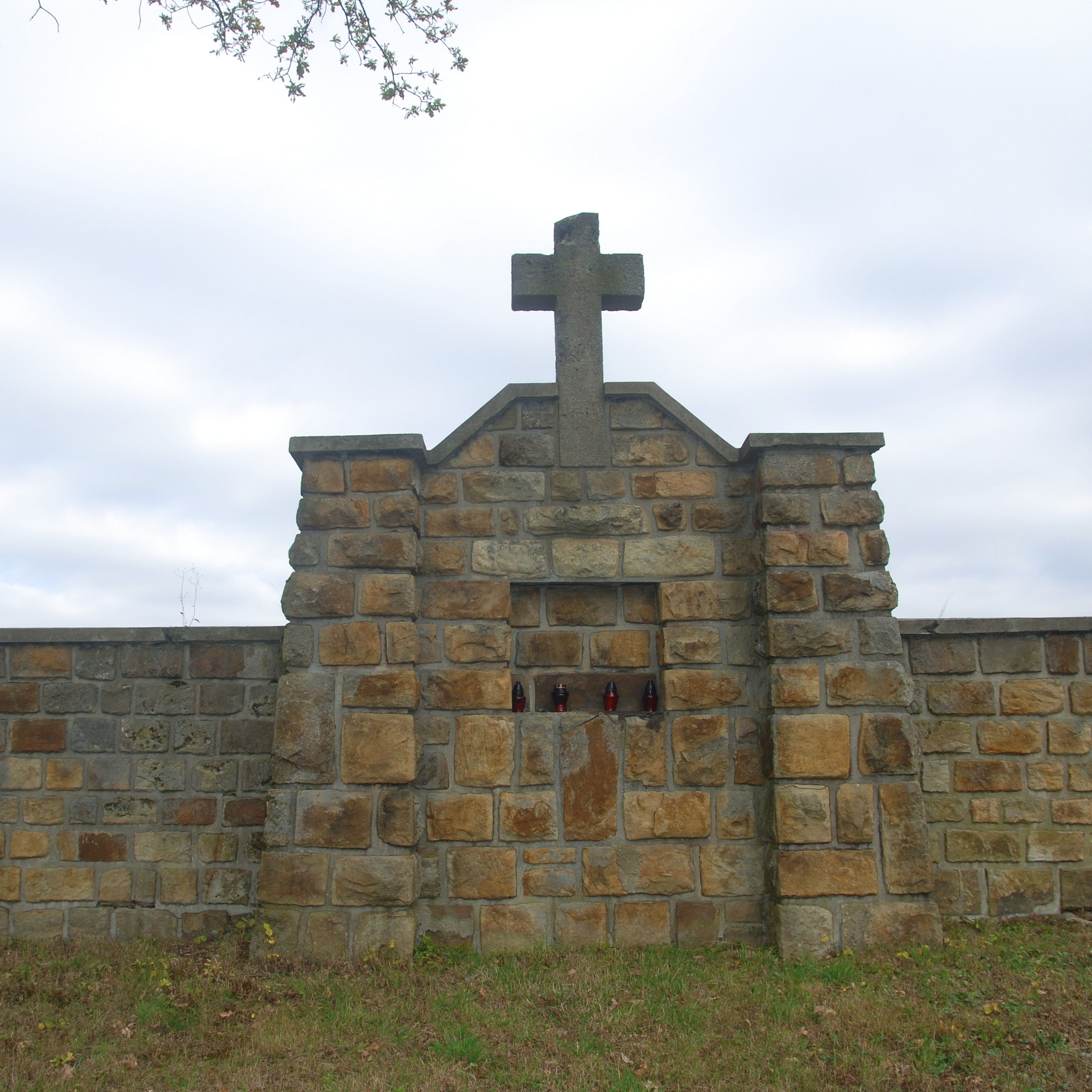
Cmentarz wojenny nr 77, Pomnik centralny

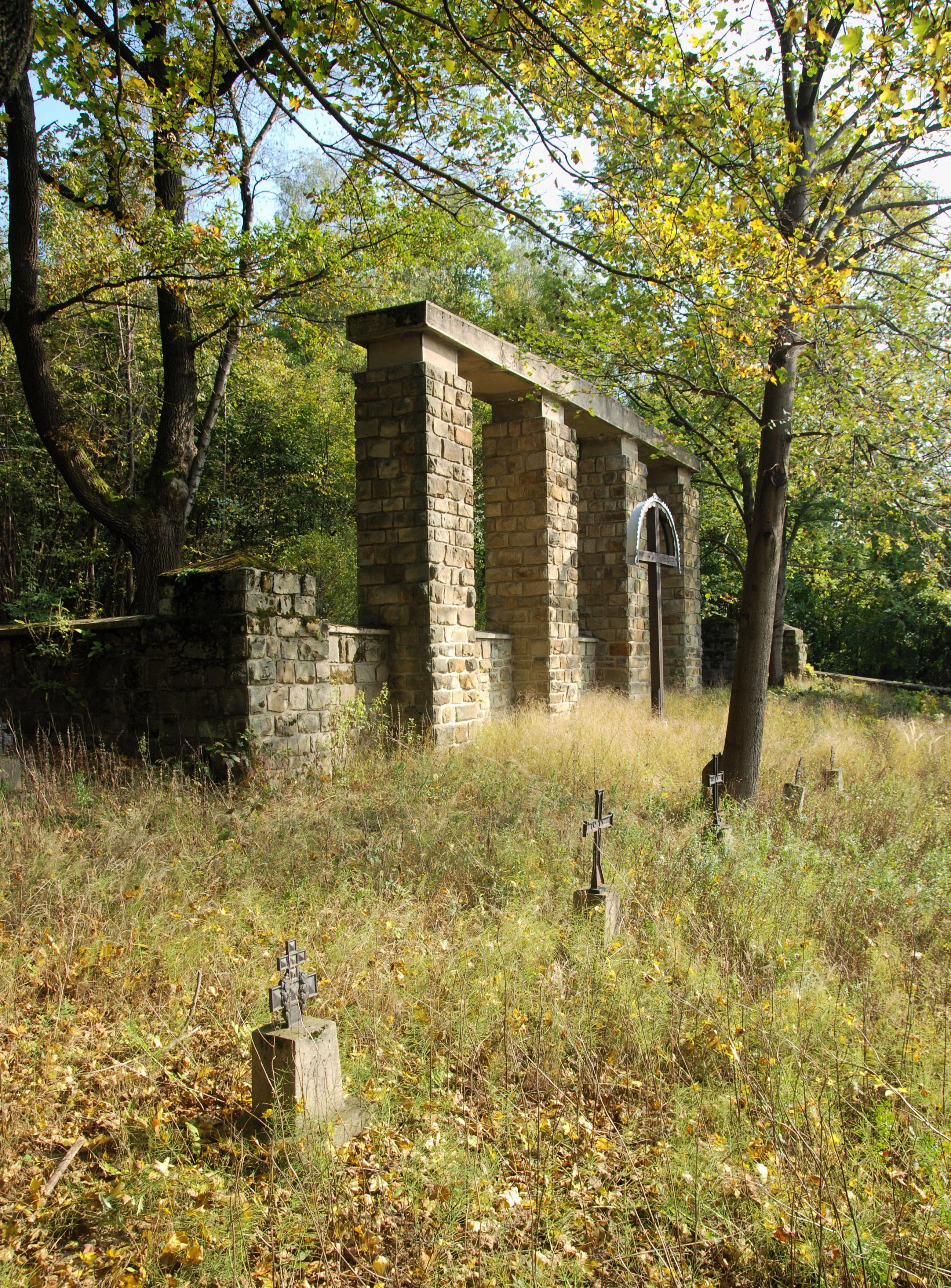
Cmentarz wojenny nr 78

Ropica Górna (j. łemkowski Ропиця Руска, d. Ropica Ruska, Ropica Sękowska) – wieś w Polsce położona w województwie małopolskim, w powiecie gorlickim, w gminie Sękowa.

## Historia
W 1342 król Kazimierz Wielki przeniósł Ropicę z prawa polskiego na niemieckie. Jako wieś królewska należała do starostwa bieckiego w powiecie bieckim województwa krakowskiego. W XVI wieku przeszła Ropica na prawo wołoskie. W 1629 wieś liczyła 8 łanów, był tartak i młyn. Pod koniec XIX wieku wieś liczyła ponad 700 mieszkańców, w większości unitów. W tym czasie odkryto tutaj złoża ropy naftowej. W 1875 działały na terenie wsi 74 szyby z łącznym wydobyciem ponad 200 ton rocznie. Wydobycie kontynuowano także w okresie międzywojennym i po wojnie ale nie przekroczyło kilkuset ton rocznie.
10 lipca 1948 zmieniono nazwę wsi z Ropicy Ruskiej na Ropicę Sękowską. W 1949 zmieniono nazwę wsi z Ropicy Sękowskiej na Ropicę Górną. Próba przywrócenia historycznej nazwy miejscowości w l. 90. XX wieku nie powiodła się na skutek sprzeciwu większości mieszkańców. W latach 1975–1998 miejscowość administracyjnie należała do województwa nowosądeckiego.
Integralne części miejscowości: Dragaszów, Kraczonka.

## Zabytki
Obiekty wpisane do rejestru zabytków nieruchomych województwa małopolskiego
- cmentarz wojenny nr 67 z I wojny światowej;
- cmentarz wojenny nr 68 z I wojny światowej;
- cmentarz wojenny nr 77 z I wojny światowej;
- cmentarz wojenny nr 78 z I wojny światowej;
- Cerkiew św. Michała Archanioła (obecnie użytkowana jako filialny kościół rzymskokatolickiej Parafii Wniebowzięcia Najświętszej Maryi Panny w Małastowie) – wybudowana w 1819, trójdzielna, konstrukcji zrębowej, kryta gontem, tylko dolna cześć wieży oszalowana. Wewnątrz cenny XVIII-wieczny ikonostas wykonany w stylu rokokowym oraz późnobarokowe ołtarze boczne. Ściany dekorowane polichromią z przełomu XIX–XX wieku. Cerkiew w Ropicy Górnej to typowy przykład zachodniołemkowskiego budownictwa cerkiewnego. Bramka i cmentarz[4].

## Szlaki turystyczne
- od szosy Gorlice – Konieczna do cmentarza nr 77 (szlak cmentarny)